# رئاسة إلهام علييف

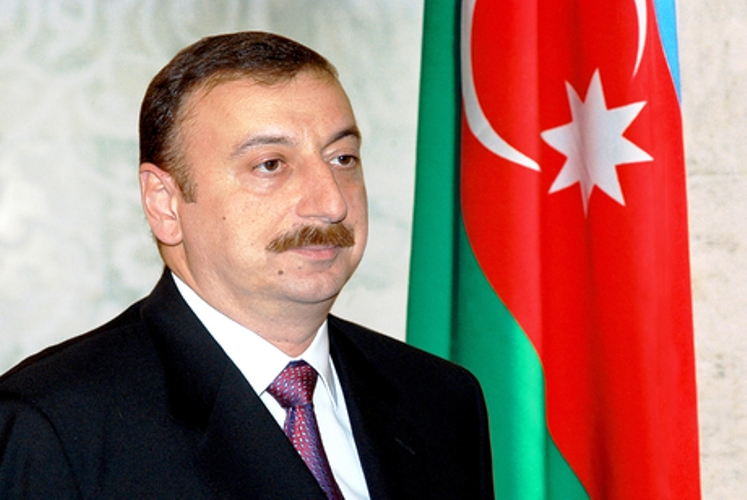

إلهام علييف هو رابع رئيس لجمهورية أذربيجان.من 1 أكتوبر 2003 ، رئيس أذربيجان، إلهام حيدر أوغلو علييف.انتخب رئيسا ثلاث مرات.أعوام 2003 و 2008 و 2013.

## سياسته

### السياسة الداخلية
نتيجة لسياسة الرئيس إلهام علييف، بلغ متوسط معدل النمو السنوي للناتج المحلي الإجمالي في 2003-2011 14.2٪ والقطاع غير النفطي- 10.7٪.في عام 2003-2011، ارتفع احتياطي البلاد من العملات الأجنبية بمقدار 25.3 مرة، وميزانية الدولة بنسبة 16.6 مرة، وحجم الأصول المصرفية بمقدار 10.4 مرة، والأجور الاسمية بمقدار 5.9 مرات، ومعدل المعاش التقاعدي الشهري الاسمي 6.1 مرة، ومستويات الفقر من 44.7 في المائة إلى 7.6 في المائة.نتيجة لسياسة الرئيس إلهام علييف، حقق إنجازات كبيرة في مجالات الاقتصاد الأذربيجاني والرفاهية الاجتماعية.إن أذربيجان تقف على عتبة حقبة جديدة من الخلفية الكمية والنوعية في سياق التحديات العالمية والإقليمية، منهية الفترة الانتقالية.
الاقتصاد القوي هو القاعدة المادية للتنمية الديمقراطية.
""قبل بضعة أيام، أكد لقائي مع وزيرة الخارجية الأمريكية في واشنطن مرة أخرى علاقتنا الاستراتيجية، واليوم تدخل العلاقات الأمريكية الأذربيجانية مرحلة جديدة"".

### السياسة الخارجية
إن الإنجازات التي تحققت في السياسة الخارجية ساهمت في تعميق اندماج أذربيجان في أوروبا والمجتمع العالمي.اليوم، البلد عضو نشط في المنظمات الدولية.عدد الدول التي ترغب في إقامة علاقات أوثق مع أذربيجان يتزايد عاما بعد عام.
تركز السياسة الخارجية على تعزيز موقف كل دولة على الساحة الدولية، وتعزيز العلاقات الثنائية والمتعددة الأطراف، وحل المشكلات القائمة.تعتبر الدولة والاستقلال والأمن القومي أهدافا مهمة في السياسة الخارجية.حدد الزعيم العظيم حيدر علييف الاتجاهات الرئيسية لاستراتيجية السياسة الخارجية التي تلبي مصالح جمهورية أذربيجان في المصالح الوطنية والدولة.الهدف الرئيسي من هذه الدورة هو حماية وتقوية استقلال الدولة، وضمان أمن البلاد، وضمان إقامة دولة وطنية والتواصل مع نظام الأمن الدولي.هذه الأولويات هي أحد الأهداف الرئيسية لدورة السياسة الخارجية لأذربيجان اليوم.إن السياسة الخارجية المستقلة التي اتبعها الرئيس الأذربيجاني إلهام علييف تستند إلى هذه القواعد، وقد تعزز موقف بلادنا في نظام العلاقات الدولية، وكل هذا زاد بصورة كبيرة من جمهوريتنا في خلفية الواقع الدبلوماسي.واليوم، كدولة مستقلة، قدمت أذربيجان بالفعل مصالحها ومصالحها إلى أكثر المنظمات الدولية نفوذاً.إن التعاون الناجح مع المنظمات الدولية المؤثرة التي تلعب دوراً هاماً في تحديد المناخ القانوني السياسي للعالم المتحضر هو مثال واضح على ذلك.أصبحت أذربيجان شريكًا مساوًا للدبلوماسية المتوازنة والتنسيق الأمثل للمصالح المتضاربة في مراكز القوة الإقليمية في المنطقة.المنطقة الأكثر فائدة والمزايا الجيوستراتيجية والجغرافية الاقتصادية لمنطقة جنوب القوقاز، وحددت الأهداف المحددة لكل مرحلة في مجال النشاط الدبلوماسي.يمكن التأكيد على توسيع التعاون متبادل المنفعة مع الدول الكبرى التي توجه السياسة العالمية، وخلق فكرة كاملة عن الإصلاحات الاقتصادية والسياسية والقانونية التقدمية في الجمهورية، وتشكيل شتات قوي ولوبي في الخارج كأهداف ذات أولوية للسياسة الخارجية لدولتنا.

## العلاقة مع آسيا
قام رئيس جمهورية أوزبكستان إسلام كريموف في عام 2008 بزيارة رسمية إلى أذربيجان والتقى مع إلهام علييف.وتم التوقيع خلال الاجتماع على وثائق رسمية بشأن التعاون في مجال حماية البيئة وتكنولوجيا المعلومات والاتصالات والنقل بالسكك الحديدية.في الفترة من 28 إلى 29 يونيو 2009 ، ولأول مرة في أذربيجان، قام الرئيس الإسرائيلي وثلاثة وزراء ووفد من 50 رجل أعمال بزيارة رسمية، تم بموجبها توقيع اتفاقيتين مع الرئيس الأذربيجاني: التعاون في مجال التعليم والعلوم والتكنولوجيا هو الأول في مجال الاتصال.في 1 كانون الأول / ديسمبر، قام إلهام علييف بزيارة عمل إلى رئيس جمهورية أفغانستان الإسلامية، محمد أشرف غني.كما حضر الرئيس الأفغاني عبد الله عبد الله الاجتماع.في 6 سبتمبر 2017 ، استقبل نائب رئيس الجمعية الوطنية لجمهورية كوريا، بارك جيو، الوفد الذي يرأسه.تبادل الجانبان وجهات النظر حول الوضع المتوتر في شبه الجزيرة الكورية.وحضر وزير خارجية الهند، موبوتشر دوفسات أكبر، يوم 30 نوفمبر في المؤتمر الوزاري الذي سيعقد في باكو في إطار «عملية آسيا-إسطنبول» وآفاق العلاقات الثنائية.في 1 كانون الأول 2017، استضافت باكو المؤتمر الدولي «قلب آسيا» المكرس للتعاون الإقليمي الذي يهدف إلى تحقيق استقرار الوضع في أفغانستان على المدى الطويل.حضر الافتتاح الرئيس الافغانى محمد اشرف غانى والرئيس الاذربيجانى الهام علييف.

## العلاقات مع الناتو
عقدت الدورة التدريبية التعاونية لأفضل جهد مشترك لحلف الناتو في باكو في 12-14 يناير 2004.عقد «أسبوع الناتو» في باكو في 14-19 يوليو.في 5 نوفمبر 2004 ، زار الأمين العام لحلف الناتو جاب دي هوب شيفر أذربيجان والتقى برئيس البلاد.في 8 نوفمبر 2006، زار الناتو مقر الناتو لمناقشة علاقات الناتو مع أذربيجان والقضايا الأمنية الإقليمية.وفي إطار الزيارة، التقى الأمين العام لحلف الناتو جاب دي هوب شيفر بمجلس حلف شمال الأطلسي الأطلسي، وناقش سبل تطوير التعاون في إطار خطة عمل الشراكة الفردية الموقعة مع الناتو في عام 2005.في 29 أبريل 2009 ، قام إلهام علييف بزيارة منتظمة إلى مقر الناتو وعقد اجتماعًا ثنائيًا مع الأمين العام لحلف الناتو قبل اجتماع مجلس شمال الأطلسي.

## العلاقة مع الأمريكتين
في 28 أبريل 2006، استضاف البيت الأبيض في واشنطن اجتماعًا بين إلهام علييف ورئيس الولايات المتحدة جورج بوش.ناقش الطرفان تنفيذ مشروع باكو - تبيليسي - جيهان، وكذلك مناقشة الوضع في المنطقة والمشهد الدولي.في 29 مايو 2013، استضافت باكو منتدى أذربيجان-الولايات المتحدة «رؤية للمستقبل».في أبريل 2016، حضر إلهام علييف قمة الأمن النووي في واشنطن والتقى بوزير الخارجية الأمريكي جون كيري.وقبيل اليوم، التقى إلهام علييف بنائب الرئيس الأمريكي جو بايدن.تمت مناقشة آفاق تنمية العلاقات الثنائية في جميع المجالات، وكذلك في المجال الاقتصادي.
وقال إلهام علييف في كلمته أمام اجتماع مجلس الوزراء حول نتائج التنمية الاجتماعية والاقتصادية للنصف الأول من عام 2017 والمهام المقبلة.في أبريل 2016، حضر إلهام علييف قمة الأمن النووي في واشنطن والتقى بوزير الخارجية الأمريكي جون كيري.

## العلاقات مع الدول القوقازية
في 7 فبراير 2007 ، وقعت جورجيا وأذربيجان وتركيا اتفاقية حكومية دولية حول بناء خط سكك حديد باكو-تبيليسي-كارس.في اليوم نفسه، أثناء زيارته لجورجيا، حضر إلهام علييف مراسم افتتاح جادة حيدر علييف في وسط العاصمة الجورجية.عُقد حفل افتتاح خط أنابيب الغاز باكو - تبيليسي - أرضروم في 25 مارس 2007 ، مع رؤساء أذربيجان وجورجيا وتركيا.شارك في قمة رؤساء دول منظمة الديمقراطية والتنمية الاقتصادية (جوام) التي عقدت في باتومي في 1 يوليو 2008.بعد الاجتماع، عقد اجتماع مشترك لرؤساء الدول.في 20 مايو 2009، استقبل الرئيس الجورجي في باكو.وفي إطار الزيارة، جرى حفل التوقيع على الوثائق الأذربيجانية - الجورجية بمشاركة الرؤساء: بروتوكول بشأن التعديلات على الاتفاق بين حكومتي جمهورية أذربيجان وجمهورية جورجيا بشأن الاتصالات الجوية، وبروتوكول لتعديلات الاتفاق الموقع عام 1996 بين حكومتي جمهورية أذربيجان وجورجيا. التجارة بين حكومتي جمهورية أذربيجان وجورجيا بشأن التعاون في مجال حماية الملكية الفكرية.في 21 أغسطس 2017، أرسلت وزارة حالات الطوارئ طائرة هليكوبتر إلى جورجيا لإطفاء الحريق على إطلاق النار من حديقة بورجومي-خراكولين الوطنية من قبل إلهام اليوغ.في 22 ديسمبر 2017، قبل وزير المالية ماموكو باختادزه.هذه هي الزيارة الأولى للوزير بعد تعيينه في المنصب الجديد.وإلى جانب مشروع باكو - تبيليسي - كارس، نوقش التعاون في جميع المجالات.

## دبلوماسية النفط
في 3 فبراير 2004، استضافت باكو مراسم توقيع وثائق حول تمويل مشروع باكو - تبيليسي - جيهان بمشاركة رؤساء أذربيجان وجورجيا وتركيا في قصر جولستان.في 16 أكتوبر، حضر إلهام علييف مراسم توحيد الأجزاء الأذربيجانية والجورجية من خط أنابيب النفط الرئيسي باكو - تبيليسي - جيهان على الحدود الأذربيجانية - الجورجية.في 12 يوليو 2006، التقى رؤساء أذربيجان وجورجيا وتركيا في باكو حول الموضوع الرئيسي لخط أنابيب النفط باكو - تبيليسي - جيهان، وكذلك في إسطنبول وأذربيجان وجورجيا وتركيا.حفل الافتتاح الرسمي لخط أنابيب النفط باكو - تبيليسي - جيهان في 13 يوليو 2006.وفقًا لمرسوم إلهام علييف بتاريخ 2 أبريل 2010، تم نقل المؤسسة الحكومية إلى شركة النفط الحكومية الأذربيجانية (SOCAR) حول «تحسين آليات الإدارة في صناعة البتروكيماويات».أُقيم الاحتفال الرسمي المكرس للذكرى العشرين لـ «عقد القرن» والحفل الرائد لـ «ممر الغاز الجنوبي» في مدينة باكو في 20 سبتمبر 2014.من خلال توقيع «عقد القرن» بمشاركة إلهام علييف في 17 سبتمبر 2017، وافق الكونسورتيوم الدولي لأذربيجان والشركات النفطية على توسيع «عقد القرن» - ثلاثة حقول نفطية لأذربيجان، شيراك وجوناشلي حتى عام 2050، قطاع البحر.الاتفاقية السابقة سارية حتى 2024.

## انتخابات
في 15 أكتوبر 2003، أجريت الانتخابات الرئاسية الخامسة لأذربيجان.في 2 أكتوبر، تم ترشيح حيدر علييف لأسباب صحية لصالح إلهام علييف.في 28 أكتوبر، أعلنت المحكمة الدستورية الأذربيجانية أن إلهام علييف فاز في الانتخابات.حفل افتتاح إلهام علييف في القصر الجمهوري في 31 أكتوبر 2003، أعضاء المجلس التشريعي، الأحزاب السياسية، المنظمات العامة، الأفراد العسكريون، الشخصيات الدينية، بالإضافة إلى رئيس جورجيا الخارجي إدوارد شيفرنادزه، رئيس الاتحاد الروسي سيرجي ميرونوف، نائب رئيس الوزراء عبد اللطيف سناري، نائب رئيس الجمهورية الإيرانية سيد محمد علي أبتكسى ورئيس الوزراء الأوكراني فيكتور يانوكوفيتش.أجريت الانتخابات الرئاسية في أذربيجان في 16 أكتوبر 2008.حصل إلهام علييف على 88.73٪ من الأصوات في الانتخابات الرئاسية في أذربيجان، حيث فاز بالناخبين.في 24 أكتوبر 2008، أقيم حفل الافتتاح الرسمي للجولة الثانية من الرئيس إلهام علييف في قصر حيدر علييف.في الحفل، تحدث الرئيس عن العمل المنجز خلال السنوات الخمس الماضية وخطط للسنوات الخمس المقبلة.وحضر الحدث ممثلون عن أحزاب أخرى في أذربيجان، ورئيس جورجيا، ورئيس الإدارة الرئاسية لروسيا، سيرغي ناريشكين، ونائب رئيس الوزراء التركي جميل جيجيك، وممثلون أجانب آخرون.أجريت سبعة انتخابات رئاسية في أذربيجان في 9 أكتوبر 2013.في البداية، كان من المقرر إجراء الانتخابات في 16 أكتوبر، ولكن مع مصادفة إحسان بيرم، تم تأجيل الانتخابات قبل أسبوع.في 19 أكتوبر 2013، استضافت الجمعية الوطنية لأذربيجان حفل الافتتاح الرسمي لإلهام علييف.وفقا لنتائج التصويت في 9 أكتوبر، تم انتخابه لمنصب رئيس البلاد.ستكون الانتخابات الرئاسية المقبلة في 11 أبريل 2018.